# Тяжение

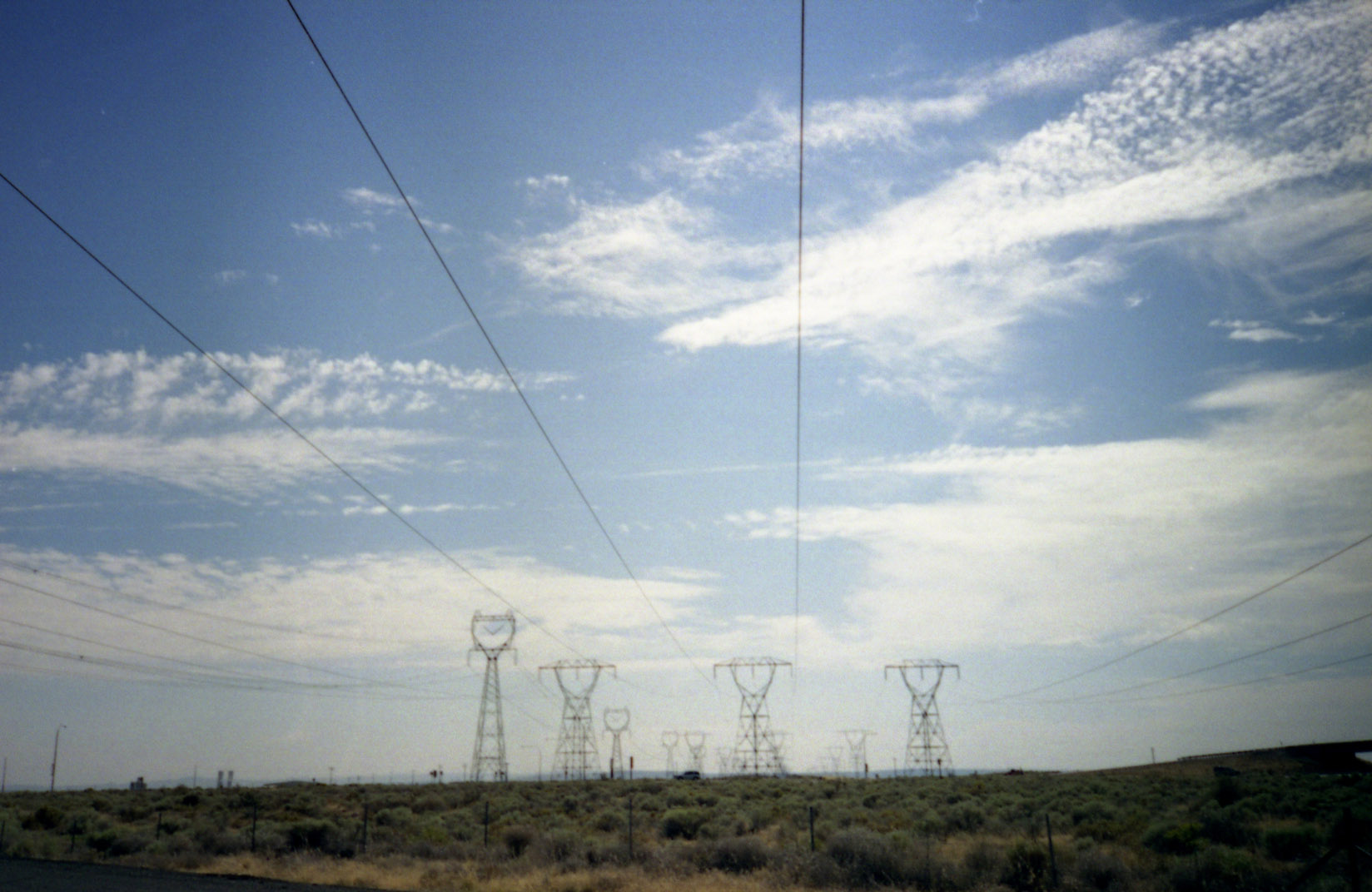

Тяже́ние — усилие, с которым натягивают провод (трос) воздушной линии электропередачи.

## Описание
Тяжение направлено вдоль оси провода (троса). Имеет размерность силы, измеряется в ньютонах (система СИ) или килограмм-силах, тонна-силах и т. д.
Тяжение проводов изменяется в зависимости от силы ветра, температуры окружающего воздуха и толщины слоя гололёда. Тяжение в общем случае может изменяться вдоль провода. Так для свободно висящего однородного провода, закреплённого в двух точках на равной высоте (см. цепная линия), тяжение максимально в точках подвеса и минимально в низшей точке провисания.
Тяжение провода в данной точке, делённое на площадь поперечного сечения провода (обычно в квадратных миллиметрах), составляет механическое напряжение провода.